# McClintock Prize

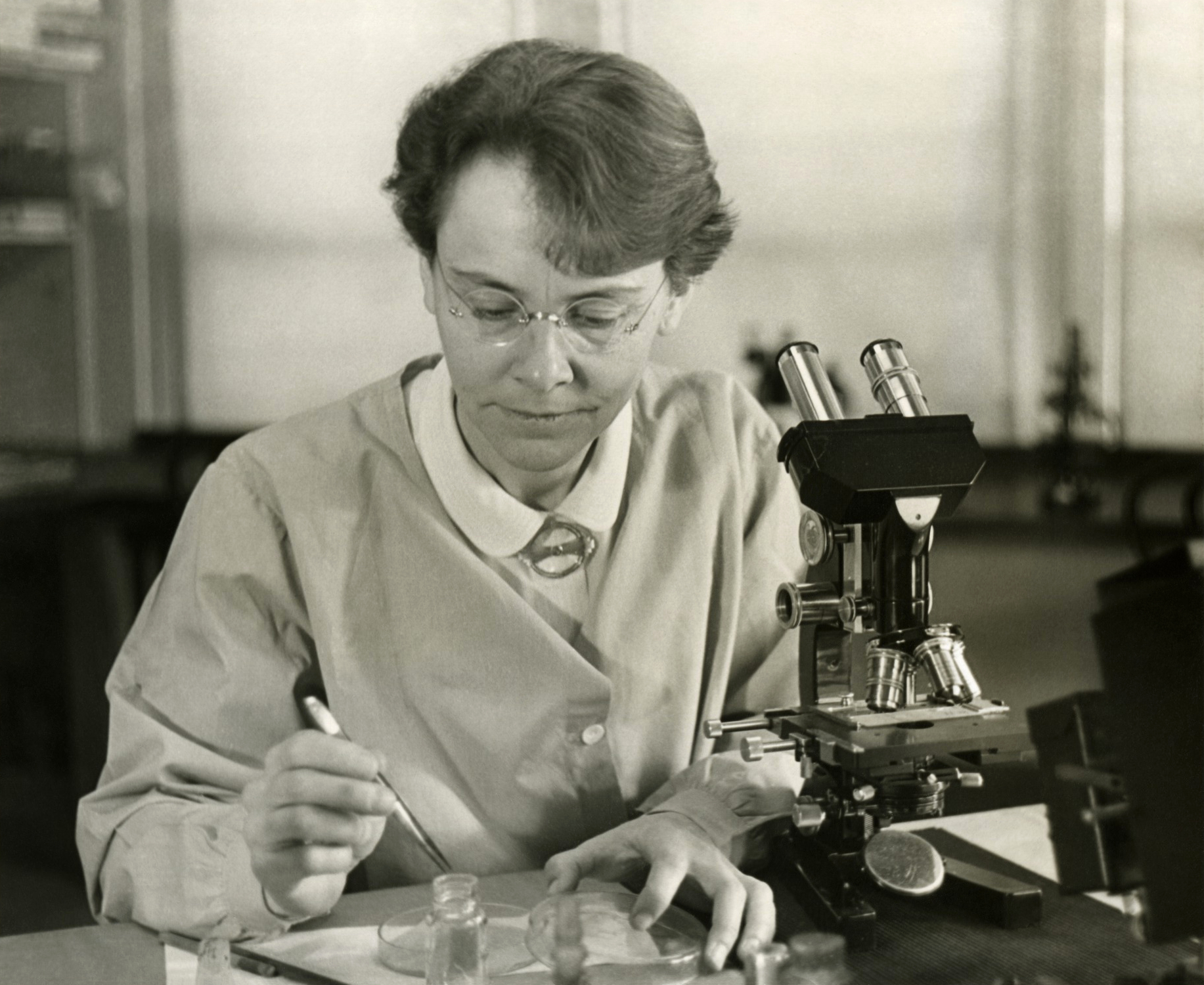
Namensgeberin des McClintock Prize - Barbara McClintock, US-amerikanische Nobelpreisträgerin, Genetikerin und Botanikerin

Der McClintock Prize ist ein Preis für Pflanzengenetik des Komitees für Maisgenetik (Maize Genetics Executive Committee) und wird jährlich auf der Annual Maize Genetics Conference verliehen. Er ist nach der Entdeckerin springender Gene (Transposon) Barbara McClintock benannt.
Der Preis wurde 2013 von Jeffrey Bennetzen gestiftet und wird aus Einnahmen des Buches Handbook of Maize von Bennetzen und Sarah Hake dotiert.

## Preisträger
- 2014 David Baulcombe
- 2015 Susan R. Wessler
- 2016 Jeffrey D. Palmer
- 2017 Michael Freeling
- 2018 Robert Martienssen
- 2019 Detlef Weigel
- 2020 James Birchler
- 2021 John Doebley
- 2022 Robin Buell
- 2023 Virginia Walbot
- 2024 Caroline Dean
- 2025 Edward Buckler